# Bristol (Indiana)
Bristol – miasto w Stanach Zjednoczonych, w stanie Indiana, w hrabstwie Elkhart.